# 10 Dywizja Zapasowa (Cesarstwo Niemieckie)
10 Dywizja Zapasowa (niem. 10. Ersatz-Division) – niemiecki związek taktyczny okresu Cesarstwa Niemieckiego, zmobilizowany w sierpniu 1914.

## Skład po mobilizacji
- 25.gemischte Ersatz-Brigade 
  - Brigade-Ersatz-Bataillon Nr. 25
  - Brigade-Ersatz-Bataillon Nr. 26
  - Brigade-Ersatz-Bataillon Nr. 27
  - Brigade-Ersatz-Bataillon Nr. 28
  - Kavallerie-Ersatz-Abteilung/VII. Armeekorps
  - Feldartillerie-Ersatz-Abteilung Nr. 43 (Ersatz-Abteilung/Feldartillerie-Regiment Nr. 43)
- 37.gemischte Ersatz-Brigade
  - Brigade-Ersatz-Bataillon Nr. 37
  - Brigade-Ersatz-Bataillon Nr. 38
  - Brigade-Ersatz-Bataillon Nr. 39
  - Brigade-Ersatz-Bataillon Nr. 40
  - Kavallerie-Ersatz-Abteilung/X. Armeekorps
  - Feldartillerie-Ersatz-Abteilung Nr. 42 (Ersatz-Abteilung/Feldartillerie-Regiment Nr. 42)
  - Feldartillerie-Ersatz-Abteilung Nr. 62 (Ersatz-Abteilung/Feldartillerie-Regiment Nr. 62)
  - 1.Ersatz-Kompanie/Pionier-Bataillon Nr. 10
- 43.gemischte Ersatz-Brigade
  - Brigade-Ersatz-Bataillon Nr. 43
  - Brigade-Ersatz-Bataillon Nr. 44
  - Brigade-Ersatz-Bataillon Nr. 76
  - Brigade-Ersatz-Bataillon Nr. 83
  - Kavallerie-Ersatz-Abteilung/XI. Armeekorps
  - Feldartillerie-Ersatz-Abteilung Nr. 47 (Ersatz-Abteilung/Feldartillerie-Regiment Nr. 47)
  - Feldartillerie-Ersatz-Abteilung Nr. 55 (Ersatz-Abteilung/Feldartillerie-Regiment Nr. 55)
  - 3.Ersatz-Kompanie/Pionier-Bataillon Nr. 11

## Skład 20 lutego 1918
- 43.Ersatz-Infanterie-Brigade
  - Infanterie-Regiment Nr. 369
  - Infanterie-Regiment Nr. 370
  - Infanterie-Regiment Nr. 371
- 1.Eskadron/Regiment Königs-Jäger zu Pferde Nr. 1
- Artillerie-Kommandeur 136
  - Feldartillerie-Regiment Nr. 95
  - Fußartillerie-Bataillon Nr. 156
- Pionier-Bataillon Nr. 510
  - Pionier-Kompanie Nr. 246
  - Pionier-Kompanie Nr. 308
  - Minenwerfer-Kompanie Nr. 163
- Divisions-Nachrichten-Kommandeur 560